# Belmont-Tramonet
Belmont-Tramonet ist eine französische Gemeinde mit 512 Einwohnern (Stand 1. Januar 2022) im Département Savoie in der Region Auvergne-Rhône-Alpes. Sie gehört administrativ zum Kanton Le Pont-de-Beauvoisin im Arrondissement Chambéry. Die Gemeinde ist außerdem Mitglied und Verwaltungssitz des Gemeindeverbandes Val Guiers.

## Geographie

### Lage
Belmont-Tramonet liegt am Westrand des Départements auf 271 m, etwa 19 km westlich der Präfektur Chambéry, 69 km ostsüdöstlich der Stadt Lyon und 42 km nördlich der Stadt Grenoble (Luftlinie). Nachbargemeinden von Belmont-Tramonet sind Saint-Genix-les-Villages mit Saint-Genix-sur-Guiers im Norden, Avressieux und Verel-de-Montbel im Osten, Domessin im Süden sowie Romagnieu (Département Isère) im Westen.

### Topographie
Die Fläche des 5,46 km² großen Gemeindegebiets umfasst einen Teil des Avant-Pays savoyard, des von sanften Erhebungen geprägten savoyischen Vorlandes zwischen dem Grenzfluss Guiers und dem Südende der Hauptantiklinalen des Jura. Der leicht reliefierte Gemeindeboden erreicht im Osten mit 360 m seine höchste Erhebung und fällt nach Westen hin zum Tal des Guiers ab, der die westliche Gemeindegrenze bildet. Er wird von zwei kleinen Bächen entwässert, die in den Guiers münden. Die Gemeinde ist eine Streusiedlung, deren Fläche zum überwiegenden Teil landwirtschaftlich genutzt wird. Sie gliedert sich in Tramonet im Norden, Belmont im Süden und ein kleines Gewerbegebiet auf halber Strecke zwischen den beiden Orten.

## Geschichte

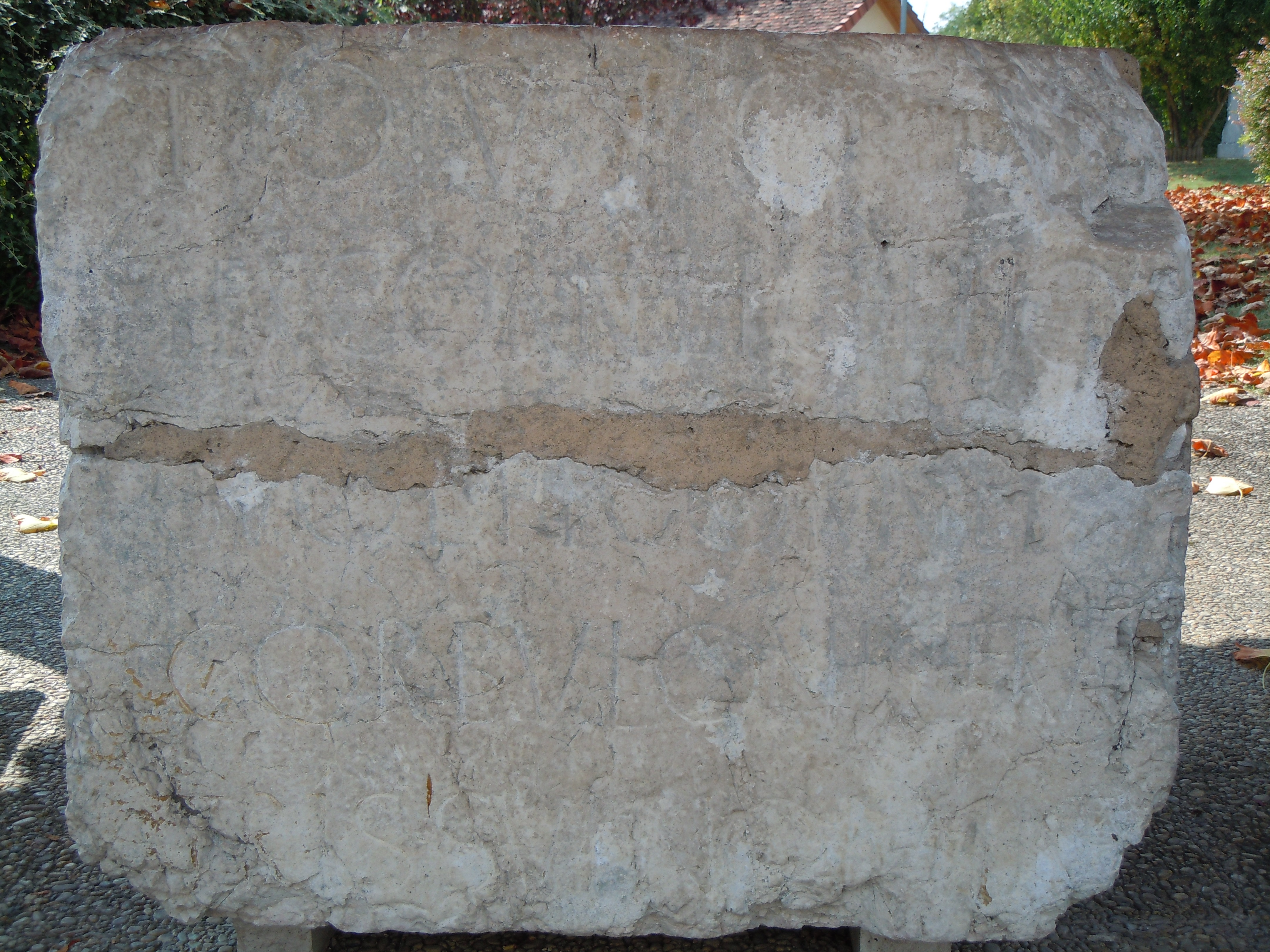
Der gallorömische Votivstein Pierre de Corbulon

Zur Römerzeit führte über das Gebiet der heutigen Gemeinde die Straße von Aoste nach Chambéry mit Hilfe einer Brücke über den Guiers, von der noch Fundamente aus Kalksteinquadern erhalten sind.
Während des Hochmittelalters erschien Belmont erstmals im 11. Jahrhundert als Herkunftsbeschreibung Joffredus de Bellomonte. Eine für beide Dörfer, Belmont und Tramonet, zuständige Pfarrei wurde 1208 erwähnt (Ecclesia de Belmont et de Tremunnai). Genau wie bei zahlreichen anderen Orten gleichen Namens bedeutet Belmont so viel wie „schöner Berg“. Die im 14. Jahrhundert dokumentierte eigenständige Pfarrei Tramoney wurde 1803 wieder mit Belmont zusammengelegt.

## Sehenswürdigkeiten

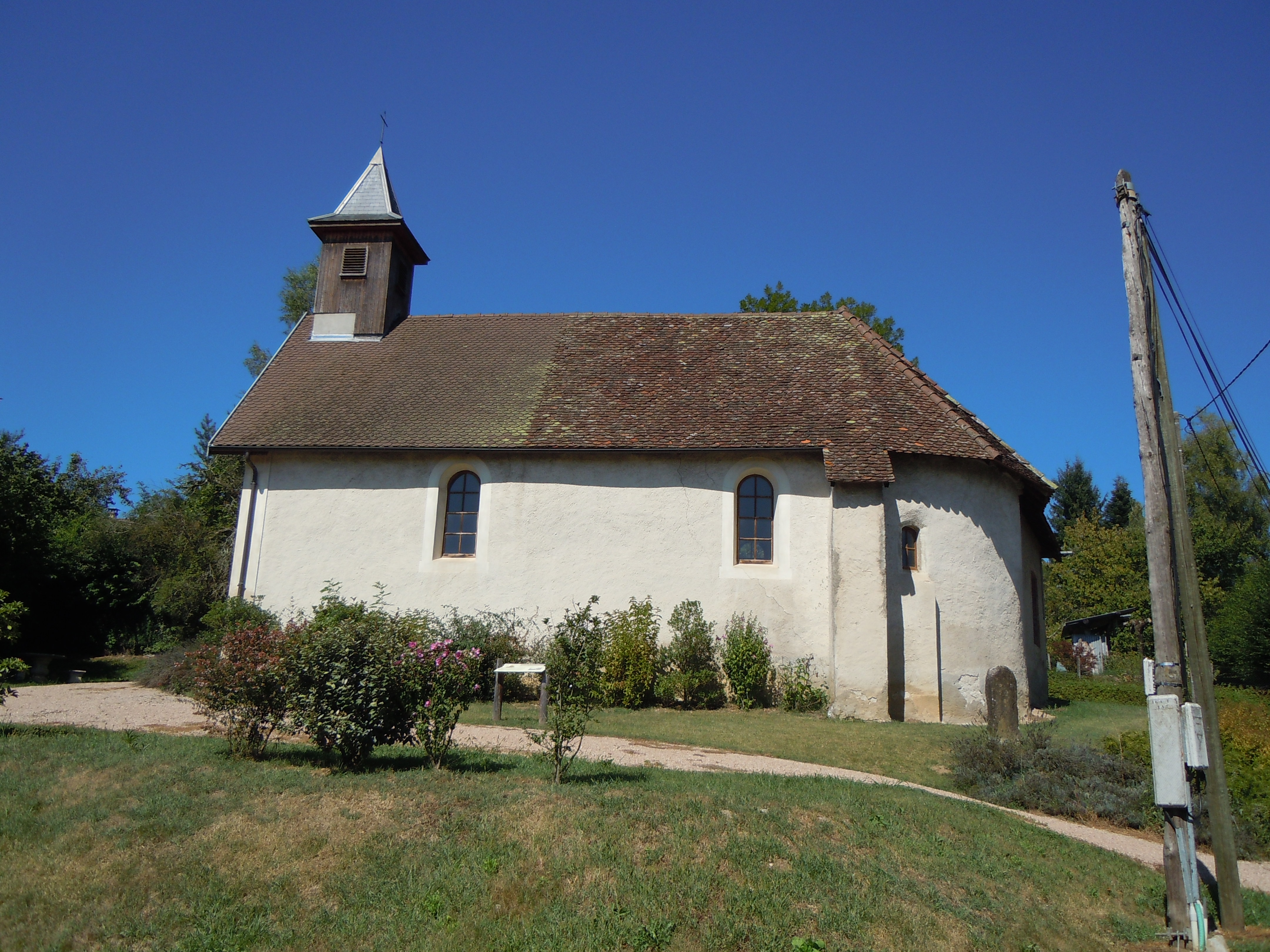
Die Kapelle Notre-Dame des Sept Douleurs in Tramonet

Im Zentrum ist ein gallorömischer Votivstein aufgestellt, der als monument historique klassifiziert ist. Er ist Jupiter geweiht. Außer der Dorfkirche von Belmont aus dem 19. Jahrhundert steht in Tramonet eine Kapelle, deren Ursprünge bis ins Mittelalter zurückgehen, als Tramonet eine eigenständige Pfarrei war. Das Château de Belmont aus dem 13. Jahrhundert beherbergt seit 1972 ein Frauenkloster des Benediktinerordens unter dem Namen Abbaye de la Rochette. Der Konvent hatte ab 1824 am Ort La Rochette in Caluire-et-Cuire bei Lyon bestanden und ging auf Thérèse de Bavoz zurück.

## Bevölkerung
| Jahr                       | 1962 | 1968 | 1975 | 1982 | 1990 | 1999 | 2006 | 2011 |
| Einwohner                  | 313  | 287  | 348  | 341  | 339  | 405  | 501  | 561  |
| Quellen: Cassini und INSEE |      |      |      |      |      |      |      |      |

Mit 512 Einwohnern (Stand 1. Januar 2022) gehört Belmont-Tramonet zu den kleinen Gemeinden des Département Savoie. Nachdem die Einwohnerzahl nach dem Anschluss Savoyens an Frankreich zuerst rückläufig war (1861 wurden noch 576 Einwohner gezählt), verblieb sie während des 20. Jahrhunderts bei knapp über 300. In den letzten Jahren wurde wieder eine Bevölkerungszunahme verzeichnet. Die Ortsbewohner von Belmont-Tramonet heißen auf Französisch Belmontois(es).

## Wirtschaft und Infrastruktur

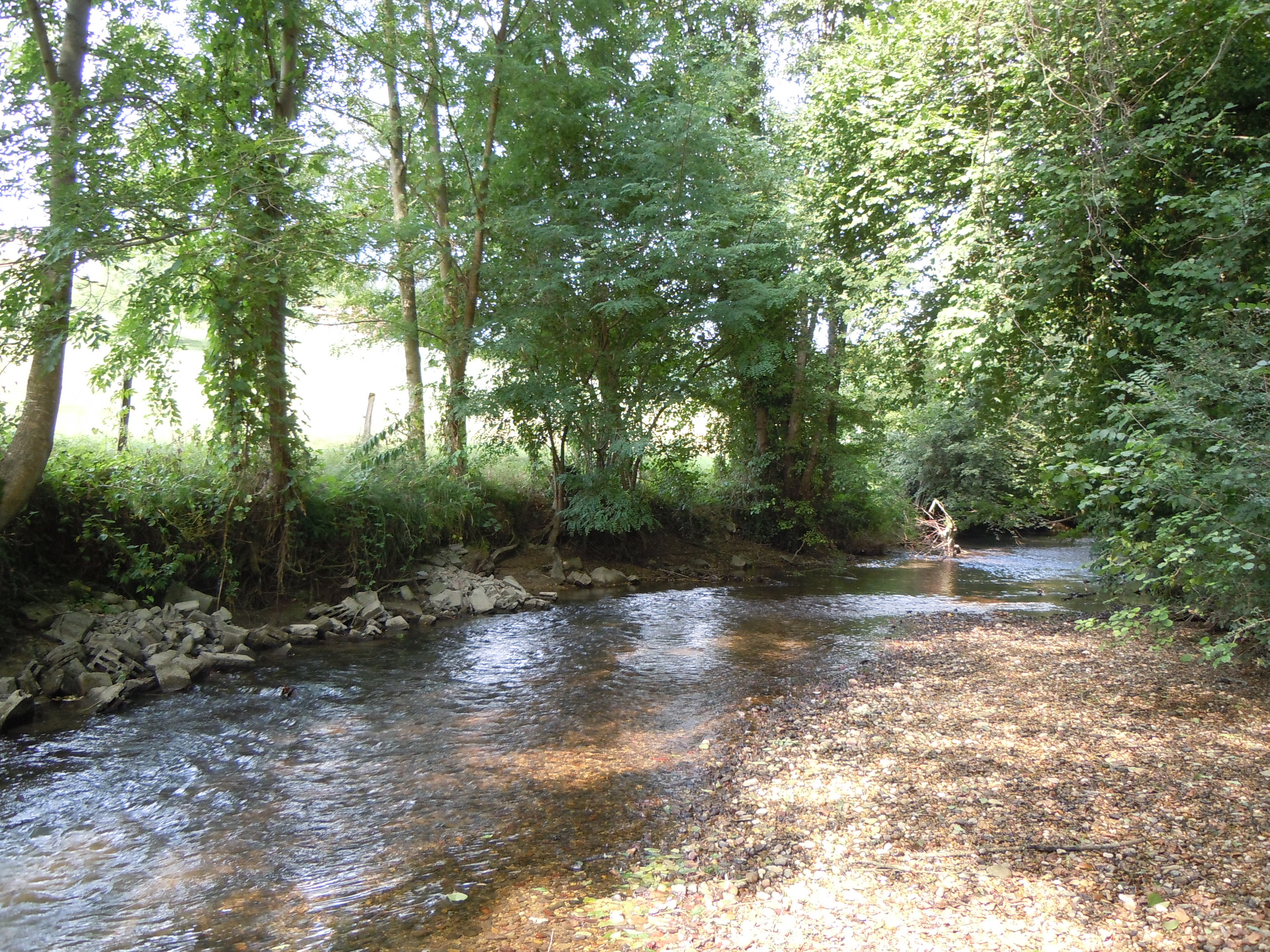
Der Bach Tier bei Belmont

Belmont-Tramonet ist bis heute ein vorwiegend durch die Landwirtschaft geprägtes Dorf, dessen Bauern vor allem auf Milchproduktion ausgerichtet sind. Daneben gibt es heute verschiedene Betriebe des lokalen Kleingewerbes und einige mittelständische Betriebe. Mittlerweile hat sich das Dorf auch zu einer Wohngemeinde entwickelt. Viele Erwerbstätige sind Wegpendler, die in den größeren Ortschaften der Umgebung und der benachbarten Départements ihrer Arbeit nachgehen.
Die Ortschaft liegt abseits der größeren Durchgangsstraßen in einem Netz von Departementsstraßen, die ihn mit seinen Nachbargemeinden verbinden. Ein Autobahnanschluss an die A43 (Lyon–Chambéry) befindet sich auf dem Gemeindegebiet. Als Flughäfen in der Region kommen Lyon-St-Exupéry (Entfernung 65 km) und  Chambéry-Savoie (32 km) in Frage.